# Maria Sophia Rost

Bild einer Magd um 1700

Maria Sophia Rost (geb. am 14. August 1761 in Mellingen bei Weimar; gest. am 3. April 1844 ebenda) war eine Kindsmörderin. Das Kind kam außerehelich zur Welt. Der Kindsvater war der Papiermacher Wieser aus Oberweimar, der zugleich ihr Dienstherr war. Sie war wohl eine Dienstmagd.
Der Kindsmord geschah 1783. Der Leichnam des Kindes wurde am 10. Mai 1783 gefunden. Ihrer Aussage nach wurde das Kind am 4. April 1783 auf dem Heuboden tot geboren. Die verheimlichte Schwangerschaft wurde von einer Rosine Christiane Reichert angezeigt, was für dreiviertel Jahre Untersuchungshaft mit sich brachte. Ihrer Aussage wurde jedenfalls nicht geglaubt. Ihre Schuld indes wurde jedoch auch nicht eindeutig erwiesen.
Herzog Carl August von Sachsen-Weimar griff in diesen Prozess aktiv ein und verhinderte die Anwendung der Folter, die das Gericht bereits angeordnet hatte zur Erlangung ihres Geständnisses. Sehr wesentlich war hierfür der Fall Johanna Catharina Höhn, der mit der Hinrichtung endete. Dieses geschah nicht in seinem Interesse. Er veranlasste am 28. Februar 1789 ihre Entlassung aus dem Gefängnis. Sie war ursprünglich zu einer lebenslangen Freiheitsstrafe verurteilt worden.
Sie heiratete im Alter von 39 Jahren am 30. Juni 1800 einen Handarbeiter namens Johann Georg Hofmann. Weitere eigene Kinder hinterließ sie nicht.